# Koekoeksbloem

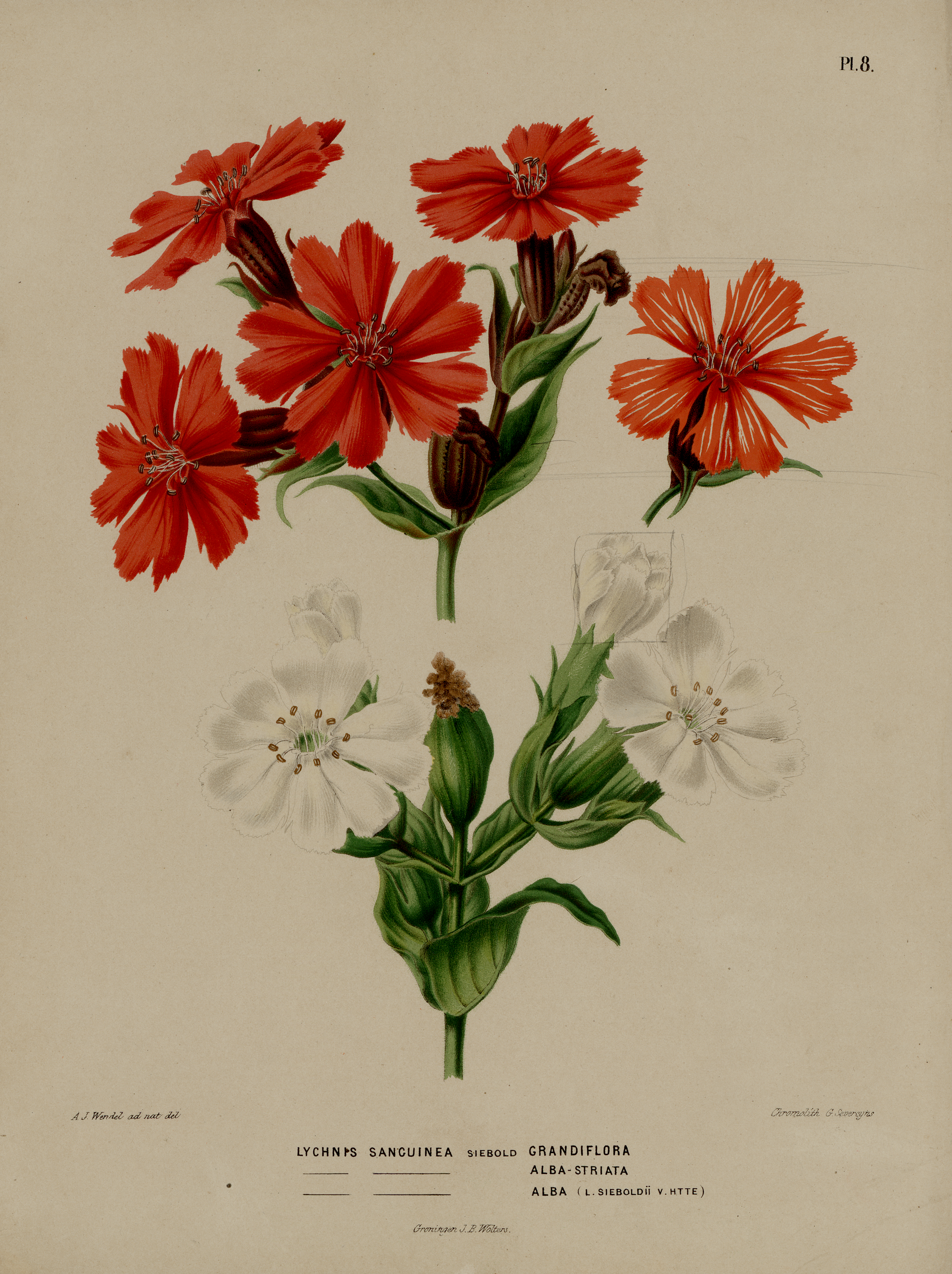
Lychnis coronata door A.J. Wendel, 1868

Koekoeksbloem (Lychnis) is een niet langer als apart geslacht onderscheiden groep van kruidachtige planten uit de anjerfamilie (Caryophyllaceae). Van de soorten die voorheen in dit geslacht werden geplaatst, worden de meeste nu opgenomen in Silene.
De naam Lychnis is afkomstig van het Oudgriekse woord λυχνις (lychnis) dat 'lichtgevende steen' of 'lampje' betekent. Er zijn verschillende verklaringen. Volgens een verklaring slaat de naam op de heldere kleur van de bloemen, volgens een andere verklaring slaat de naam op het gebruik van de wollige bladeren als lampepitten. De naam werd al door Theophrastus gebruikt. Vanaf het begin van de Vroegmoderne Tijd was de naam bij botanici algemeen in gebruik voor planten waarvan de meeste nu nog in de anjerfamilie worden geplaatst. Linnaeus noemt in Hortus Cliffortianus onder meer Dodonaeus, Caesalpino, Clusius, De l'Obel, Bauhin, Morison en Tournefort.
Indien de groep soorten als apart geslacht onderscheiden wordt, dan betreft het kruiden met opgerichte stengels en tegenoverstaande, meest lancetvormige bladeren. De bloemen hebben vijf kroonbladen. De vijf kelkbladen zijn buisvormig vergroeid. De bloemen staan meestal in dichte bloemhoofdjes. Er zijn geen steunblaadjes. Historisch gezien was de voornaamste reden om Lychnis en Silene als aparte geslachten te behandelen dat Silene 3 stijlen heeft, en Lychnis 5. Linnaeus moest ze daarom, op grond van zijn indeling van het plantenrijk, wel in een andere "ordo" plaatsen.

## Soorten voorheen in dit geslacht geplaatst
- Lychnis alpina L., nu Silene suecica (Lodd.) Greuter & Burdet of Viscaria alpina (L.) G. Don, komt van nature voor in de bergachtige gebieden van Noord- en Midden-Europa. De felroze bloemen hebben ingesneden kroonbladen. De bladen zijn smal en langwerpig.
- Lychnis chalcedonica L., nu Silene chalcedonica (L.) E.H.L.Krause (Brandende liefde) komt van nature voor in Oost-Rusland. De plant wordt in de Angelsaksische wereld veel als tuinplant gekweekt. Hij draagt dan namen als Maltezer kruis of Jeruzalemkruis.
- Lychnis cognata Maxim., nu Silene cognata (Maxim.) H.Ohashi & H.Nakai is een overblijvende 40–100 cm hoge soort, die van nature voorkomt in Korea en Noordoost-China. Hij groeit in weiden en langs bosranden. De plant bloeit vanaf juni met roze of dieproze tot oranje, tot 6 cm grote bloemen. De behaarde stengels kunnen na enkele jaren verhouten. De bladeren zijn langwerpig – elliptisch.
- Lychnis coronaria (L.) Desr., nu Silene coronaria (L.) Clairv. (Prikneus) is mogelijk de soort waar Theophrastus over schreef.
- Lychnis flos-jovis (L.) Desr., nu Silene flos-jovis (L.) Greuter & Burdet, is een plant die van nature voorkomt in de zuidelijk Alpen. De biotoop bestaat uit droge bergweiden. De 60–80 cm hoge plant bloeit met witte of roze/rode bloemen in schermen.
- Lychnis fulgens Fisch. ex Spreng., nu Silene fulgens (Fisch. ex Spreng.) E.H.L.Krause
- Lychnis miqueliana Rohrb. ex Franch. & Sav., nu Silene miqueliana (Rohrb. ex Franch. & Sav.) H.Ohashi & H.Nakai komt van nature voor op de Japanse eilanden Honshu, Shikoku en Kyushu. De biotoop bestaat uit vochtige bergbossen. De 50–70 cm hoge plant bloeit vanaf het midden tot het einde van de zomer met 4–5 cm grote, roze tot rode bloemen, waarvan de kroonbladen uitgerand tot glad zijn.
- Lychnis nivalis Kit., nu Silene nivalis (Kit.) Rohrb.
- Lychnis sieboldii Van Houtte, nu Silene sieboldii Van Houtte H.Ohashi & H.Nakai
- Lychnis viscaria L., nu Silene viscaria (L.) Jess. of Viscaria vulgaris Röhl. (Rode pekanjer)
- Lychnis wilfordii Regel ex Maxim., nu Silene wilfordii (Regel ex Maxim.) H.Ohashi & H.Nakai
- Lychnis yunnanensis Baker f., nu Silene samojedorum (Sambuk) Oxelman komt van nature voor in Zuidwest-China. In Europa is de plant winterhard tot in Zuid-Engeland. Deze lage soort heeft donkergroene, langwerpige bladeren. De plant heeft witte bloemen. In de tuin groeit hij het best op vochthoudende grond.